# Marcello Antony
Marcello Antony, pseudonimo di Marcello Couto de Farias (Niterói, 28 gennaio 1965), è un attore brasiliano.

## Biografia
Attivo nel cinema e nel teatro, in Italia è famoso per aver preso parte alla telenovela brasiliana Terra nostra nel ruolo di Massimiliano Magliano.
Ha iniziato la carriera in teatro nel 1989 ed è stato poi ingaggiato dall'emittente Rede Globo nelle produzioni televisive.

## Vita privata
Marcello Antony è stato sposato con la collega Mônica Torres e insieme a lei ha adottato due bambini, Francisco e Stephanie. Nel 2010 è passato a nuove nozze con la chef Carolina Hollinger Villar, che gli ha dato un figlio, Lorenzo. Attualmente vive in Portogallo.

## Filmografia

### Cinema
- A casa de açúcar (1998)
- O dia da caça (1998)
- A partilha (2001)
- O xangô de Baker Street (2001)
- Viva Sapato! (2003)
- Sexo, amor e traição (2004)

### Televisione
- O rei do gado - serie TV (1996)
- Salsa e merengue - serie TV (1996)
- Torre di Babele (Torre de Babel) - serie TV (1998)
- Terra nostra - serie TV (1999)
- Um anjo caiu do céu - serie TV (2001)
- Coração de estudante - serie TV - 1 episodio (2002)
- Mulheres apaixonadas - serie TV - 1 episodio (2003)
- Um só coração - serie TV (2004)
- Senhora do destino - telenovela (2004)
- Belíssima - telenovela (2005)
- Lu - film per la TV (2006)
- Paraíso Tropical - telenovela (2007)
- Ciranda de Pedra - telenovela (2008)
- Passione (2010)
- Amor à vida - telenovela (2013)